# L'Héritière des Montauban
L'Héritière des Montauban est un roman de Frédérick d'Onaglia publié en 2006.

## Résumé
Gabrielle revient à Lou. Son amie, Maude, revient des États-Unis. Fabregat, assureur, est tué, ainsi que Manolo, ouvrier à Lou. Alliance rachète Montauban. Maude en devient directrice. Elle découvre que c'est Sax, son second, qui a tué Fabregat, qui a détourné des fonds des vignerons, et Manolo. Elle vend Montauban. Le village découvre que c'est Victoire qui a racheté. Gaby découvre être nièce de Victoire et hérite de 50 % de Montauban.